# 陈楼镇
陈楼镇，是中华人民共和国江苏省徐州市邳州市下辖的一个乡镇级行政单位。

## 行政区划
陈楼镇下辖以下地区：
大孙村、陈楼村、杜村、省城村、小薛村、大顾村、袁湾村、丁庄村、院许村、竹园村、新营村、果园一工区村、果园二工区村、果园三工区村、果园四工区村、果园五工区村和果园六工区村。